# Gerhard Bläser
Gerhard Bläser (* 25. April 1933 in Haldensleben; † 1. Oktober 2009) war ein deutscher Grafiker und Illustrator.

## Leben
Gerhard Bläser studierte ab 1952 Gebrauchsgrafik und Illustration an der Hochschule für Bildende und Angewandte Kunst in Berlin-Weißensee bei Werner Klemke, Theo Balden, Ernst Jazdzewski und Arno Mohr. Das Studium schloss er 1957 ab und war bis 1979 freiberuflich tätig.  Dabei wirkte er als Illustrator für Zeitschriften, insbesondere für Das Magazin, Forum, Freie Welt, Für Dich und Neue Berliner Illustrierte. Er schuf etwa 450 Zeichnungen für den Eulenspiegel, Buchillustrationen, Fernsehgrafiken und Briefmarken. Mehrfach erhielt er die Auszeichnung für das „Schönste Buch“. Von 1979 bis 1992 unterrichtete er Gebrauchsgrafik an der inzwischen umbenannten Kunsthochschule Berlin-Weißensee, seit 1985 als Professor der Abteilung Gebrauchsgrafik. Ab 1993 war er wieder freiberuflich tätig.
Bläser war bis 1990 Mitglied im Verband Bildender Künstler der DDR.

## Werke
Gemeinsam mit Klaus Hennig schuf Bläser den Briefmarkensatz „Vollblutmeeting der sozialistischen Länder“. Für die dazu gehörende Einzelmarke „Spielende Jährlingshengste“ erhielt er 1967 die Auszeichnung „Goldene Briefmarke“. Er gestaltete von 1966 bis 1975 sechs Briefmarken-Kleinbögen mit Märchenmotiven der Brüder Grimm, und zwar zu den Märchen Tischlein deck dich, König Drosselbart, Der gestiefelte Kater, Jorinde und Joringel, Brüderchen und Schwesterchen und Die Bremer Stadtmusikanten (teilweise gemeinsam mit Klaus Hennig und seiner Frau Erika Gläser). 1987 erschien außerdem eine Einzelausgabe des Märchens Der süße Brei.

## Ausstellungsbeteiligungen in der DDR
- 1967/1968, 1972/1973, 1977/1978, 1987/1988: Dresden, Kunstausstellungen der DDR
- 1972 bis 1986: Berlin, fünf Bezirkskunstausstellungen
- 1975: Berlin, Ausstellungsräume am Fernsehturm („Die Frau und die Gesellschaft“)
- 1979: Berlin, Ausstellungszentrum am Fernsehturm („Buchillustrationen in der DDR. 1949 – 1979“)
- 1988: Berlin, Ausstellungszentrum am Fernsehturm („Berliner Atelier ´88“)